# Sabcé
Sabcé è un dipartimento del Burkina Faso classificato come comune, situato nella Provincia di Bam, facente parte della Regione del Centro-Nord.
Il dipartimento si compone del capoluogo e di altri 28 villaggi: Bangrin, Bissa, Boussouma, Foursa, Goungla, Imiougou, Kougsabla, Koukoundi, Koumnogo, Lefourba, Lefourba-Foulbé, Loungo, Mafoulou, Mafoulou-Foulbé, Noh, Ouazélé, Ouéguéla, Ouintini, Ronguin, Rounou, Sanhoui, Siguinvoussé, Sorgho-Peulh, Souryala, Tanga-Pela, Toublongo, Zandkom e Zandkom-Peulh.